# 바이루 (배우)
바이루(중국어: 白鹿, 병음: Bái Lù, 한자음: 백록)라는 예명으로 잘 알려진 바이멍옌(중국어 간체자: 白梦妍, 정체자: 白夢妍, 병음: Bái Mèngyán, 한자음: 백몽연, 1994년 9월 24일 ~ )은 중화인민공화국의 배우이다.

## 출연 작품

### 드라마
- 2017년 텐센트 웹드라마 《대왕불용이》 - 달희 역
- 2018년 후난위성텔레비전 찬석독파극장 《봉수황》 - 곽선 역
- 2019년 후난위성텔레비전 청춘진행중 《초요》 - 로초요 역
- 2019년 아이치이 웹드라마 《열화군교》 - 시에샹 역
- 2019년 아이치이 웹드라마 《세계결아일개초련 : 사랑스러운 나의 럭키걸》 - 싱윈 역
- 2020년 아이치이 웹드라마 《반시밀당반시상》 - 장쥔 역
- 2020년 텐센트 웹드라마 《구류패주》 - 용오일 역
- 2021년 유쿠 웹드라마 《옥루춘》 - 임소춘 역
- 2021년 아이치이 웹드라마 《주생여고》 - 최시의 역
- 2021년 아이치이 웹드라마 《일생일세》 - 시의 역
- 2023년 아이치이 웹드라마 《영안여몽 : 다시 쓰는 꿈》 - 강설영 역
- 2023년 망고 TV 웹드라마 《이애위영》 - 정슈이 역